# Récicourt
Ne doit pas être confondu avec Réchicourt.
Pour les articles homonymes, voir Récicourt (homonymie).
Récicourt est une commune française située dans le département de la Meuse, en région Grand Est.

## Géographie

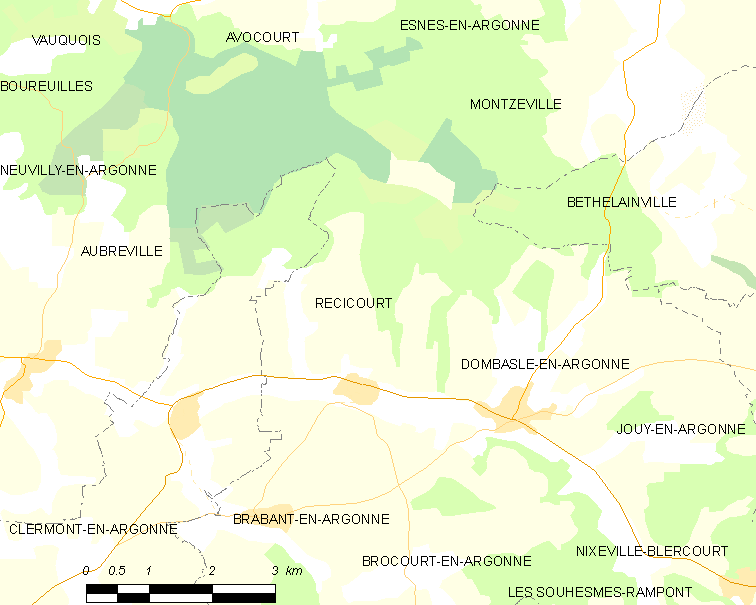
Carte de la commune.
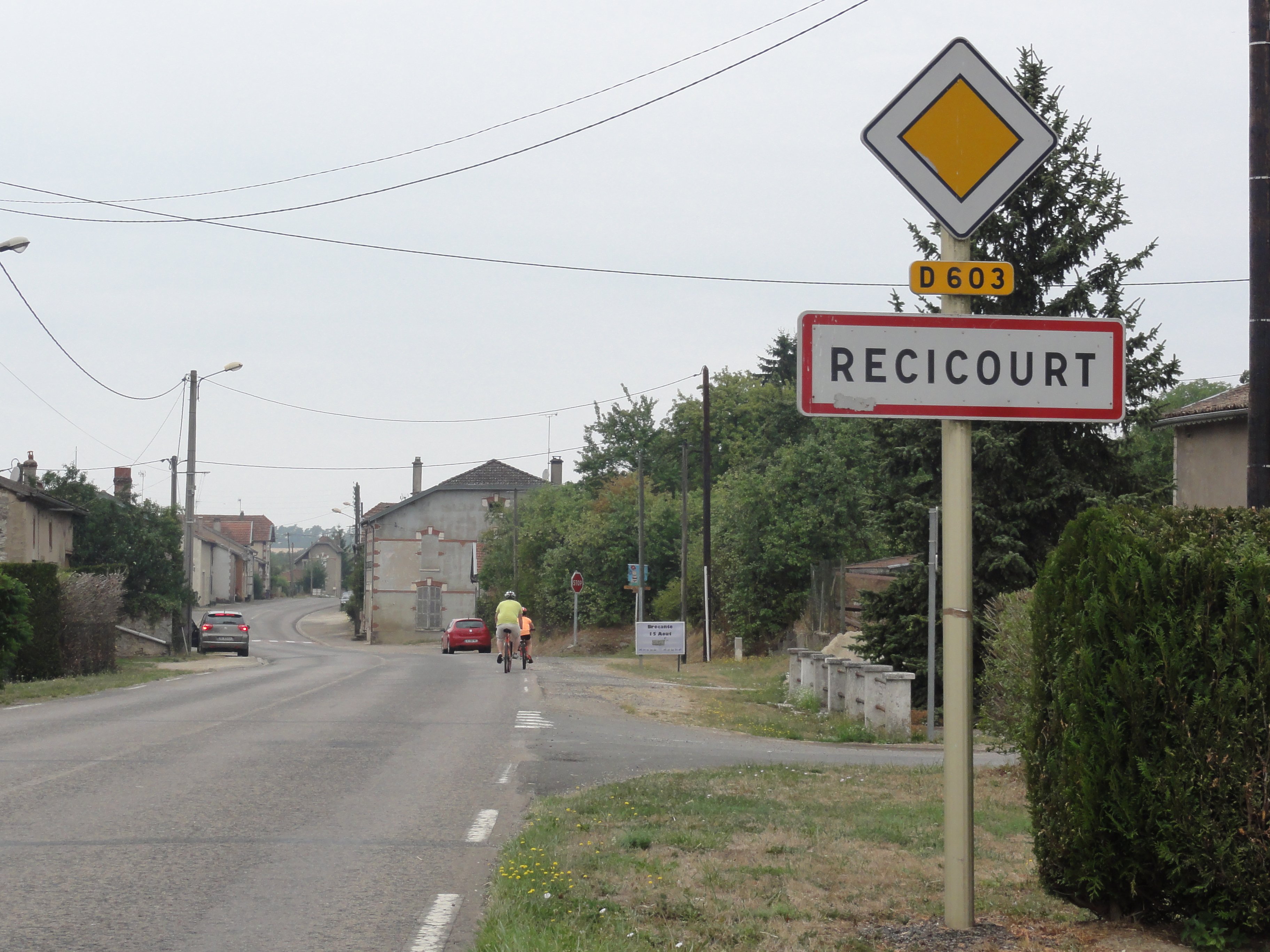
Entrée de Récicourt.

### Hydrographie
La commune est dans la région hydrographique « la Seine du confluent de l'Oise (inclus) à l'embouchure » au sein du bassin Seine-Normandie. Elle est drainée par la Vadelaincourt, le Grand Ru, le Fossé de Sergivau et le ruisseau de Vau,.
La Vadelaincourt, d'une longueur de 20 km, prend sa source dans la commune de Lemmes et se jette  dans la Cousances à Clermont-en-Argonne, après avoir traversé huit communes. 

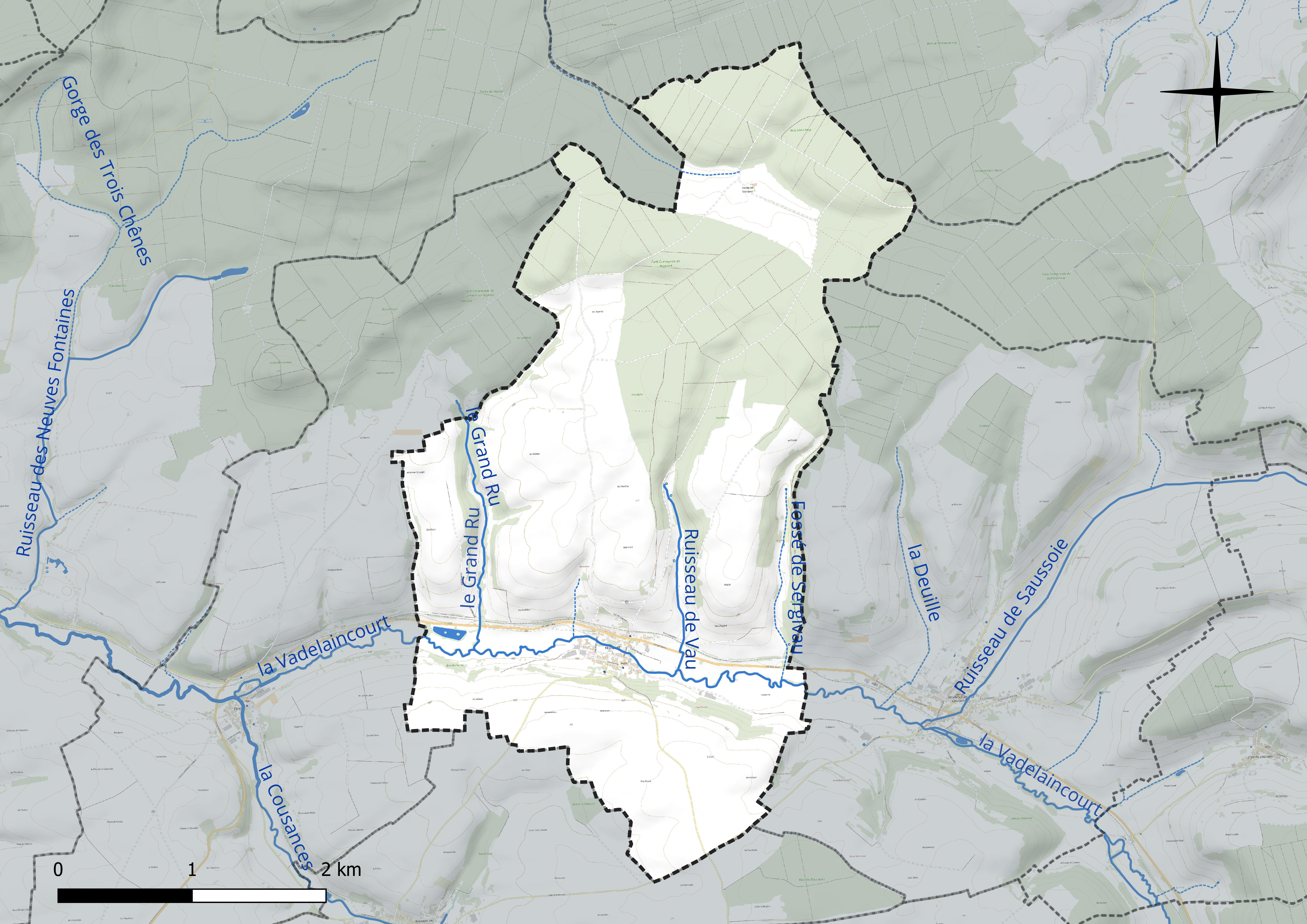
Réseau hydrographique de Récicourt.

Un plan d'eau complète le réseau hydrographique : le plan d'eau 1 de la commune de Résicourt (1,4 ha),.

### Climat
Pour des articles plus généraux, voir Climat du Grand Est et Climat de la Meuse.
En 2010, le climat de la commune est de type climat de montagne, selon une étude du Centre national de la recherche scientifique s'appuyant sur une série de données couvrant la période 1971-2000. En 2020, Météo-France publie une typologie des climats de la France métropolitaine dans laquelle la commune est exposée à un climat océanique altéré et est dans la région climatique  Lorraine, plateau de Langres, Morvan, caractérisée par un hiver rude (1,5 °C), des vents modérés et des brouillards fréquents en automne et hiver.
Pour la période 1971-2000, la température annuelle moyenne est de 9,5 °C, avec une amplitude thermique annuelle de 15,6 °C. Le cumul annuel moyen de précipitations est de 985 mm, avec 14,3 jours de précipitations en janvier et 9,7 jours en juillet. Pour la période 1991-2020, la température moyenne annuelle observée sur la station météorologique de Météo-France la plus proche, « Aubréville_sapc », sur la commune d'Aubréville à 6 km à vol d'oiseau, est de 10,9 °C et le cumul annuel moyen de précipitations est de 854,3 mm. 
La température maximale relevée sur cette station est de 41,8 °C, atteinte le 25 juillet 2019 ; la température minimale est de −15,7 °C, atteinte le 20 décembre 2009,,.
Les paramètres climatiques de la commune ont été estimés pour le milieu du siècle (2041-2070) selon différents scénarios d'émission de gaz à effet de serre à partir des nouvelles projections climatiques de référence DRIAS-2020. Ils sont consultables sur un site dédié publié par Météo-France en novembre 2022.

## Urbanisme

### Typologie
Au 1er janvier 2024, Récicourt est catégorisée commune rurale à habitat dispersé, selon la nouvelle grille communale de densité à sept niveaux définie par l'Insee en 2022.
Elle est située hors unité urbaine. Par ailleurs la commune fait partie de l'aire d'attraction de Verdun, dont elle est une commune de la couronne,. Cette aire, qui regroupe 103 communes, est catégorisée dans les aires de moins de 50 000 habitants,.

### Occupation des sols
L'occupation des sols de la commune, telle qu'elle ressort de la base de données européenne d’occupation biophysique des sols Corine Land Cover (CLC), est marquée par l'importance des territoires agricoles (61,6 % en 2018), une proportion sensiblement équivalente à celle de 1990 (60,9 %). La répartition détaillée en 2018 est la suivante : 
terres arables (47,9 %), forêts (34,1 %), prairies (13,7 %), milieux à végétation arbustive et/ou herbacée (2,4 %), zones urbanisées (1,9 %). L'évolution de l’occupation des sols de la commune et de ses infrastructures peut être observée sur les différentes représentations cartographiques du territoire : la carte de Cassini (XVIIIe siècle), la carte d'état-major (1820-1866) et les cartes ou photos aériennes de l'IGN pour la période actuelle (1950 à aujourd'hui).

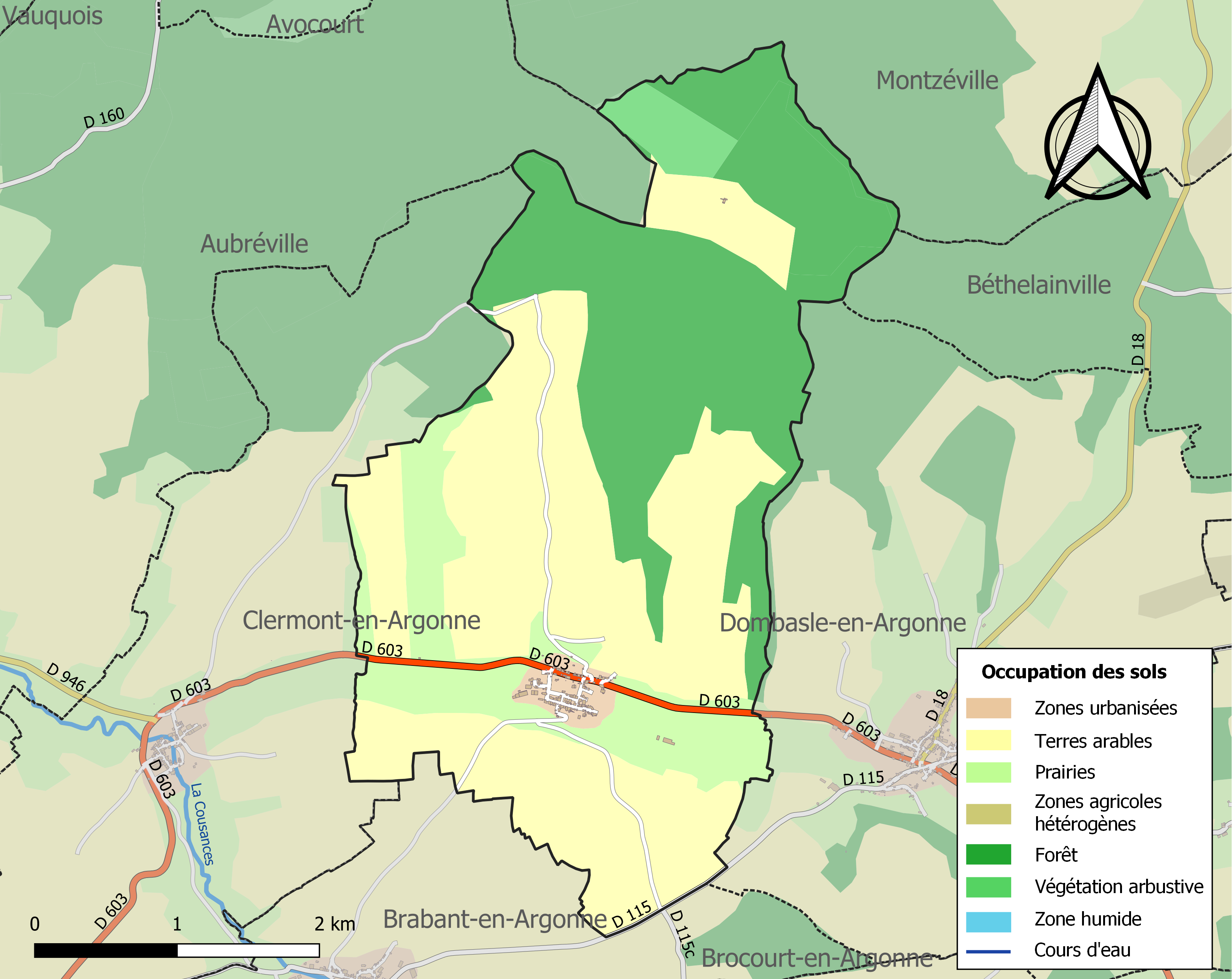
Carte des infrastructures et de l'occupation des sols de la commune en 2018 (CLC).

## Toponymie
Rascherei-curtis (980), Racherei-curtis (1015), Racheri-curtis (1047), Receicurth (1200), Rececort (1230), Receicort (1232), Rececurth et Ricecurt (1237), Receicourt (1238), Resceicourt (1282), Recycourt (1394), Receycourt (1642)[réf. nécessaire].

## Histoire

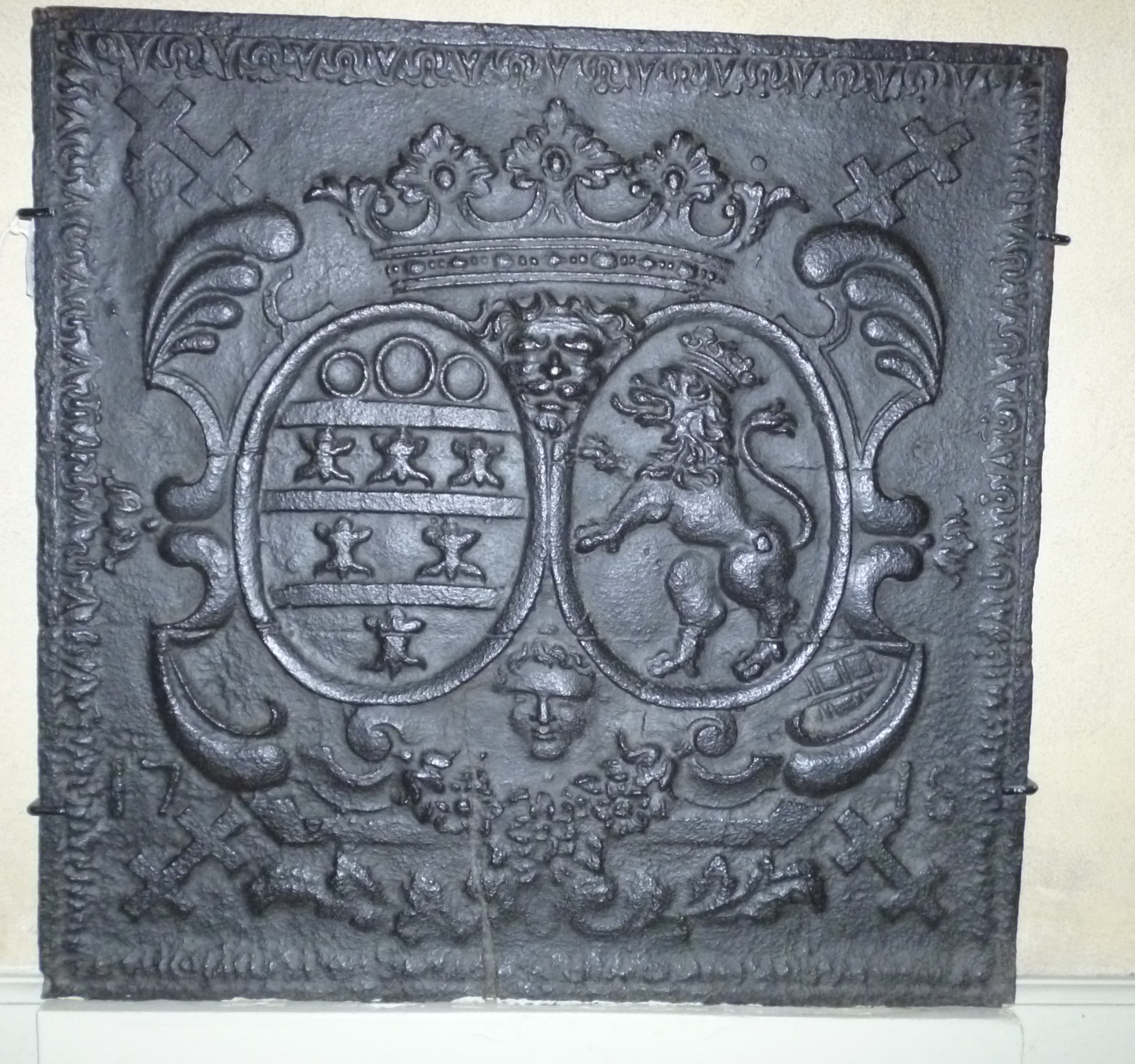
Armes familles de Gourcy et du Hautoy; seigneurs de Récicourt 1718.

Au XVIe siècle, l'église Saint-Vincent de Recycour qui jouxtait la chapelle seigneuriale en pierre dite des Seigneurs du Hautoy, était en bois. En juin 1580, elle accueille le temps d’une prière, le moraliste Michel de Montaigne en partance pour son grand voyage en Europe. Vers 1720, elle fut remplacée par un édifice en pierre dont la plus belle partie est constituée par son clocher remarquable en bulbe double.
Après avoir été propriété pendant plusieurs siècles des du Hautoy, très ancienne famille du duché de Lorraine, la seigneurie de Récicourt passa dans une branche de la famille de Gourcy par un mariage, dont on peut voir la trace dans le musée du couvent des Cordeliers de Nancy sur une plaque de cheminée datée de 1718 représentant l'alliance des deux familles. Les comtes de Gourcy de cette branche ajoutèrent à leur nom celui de Récicourt.
Les communes de Brabant-en-Argonne et de Brocourt-en-Argonne ont été rattachées à celle de Récicourt le 1er janvier 1973 puis en ont été détachées en 2003.

## Politique et administration
| Période                                  | Période  | Identité         | Étiquette | Qualité |
| ---------------------------------------- | -------- | ---------------- | --------- | ------- |
| Les données manquantes sont à compléter. |          |                  |           |         |
| mars 2001                                | Mai 2020 | Philippe Fourmet |           |         |
| Mai 2020                                 | En cours | Philippe Sendre  |           |         |

## Population et société

### Démographie
L'évolution du nombre d'habitants est connue à travers les recensements de la population effectués dans la commune depuis 1793. Pour les communes de moins de 10 000 habitants, une enquête de recensement portant sur toute la population est réalisée tous les cinq ans, les populations de référence des années intermédiaires étant quant à elles estimées par interpolation ou extrapolation. Pour la commune, le premier recensement exhaustif entrant dans le cadre du nouveau dispositif a été réalisé en 2006.

En 2022, la commune comptait 150 habitants, en évolution de −11,76 % par rapport à 2016 (Meuse : −4,4 %, France hors Mayotte : +2,11 %).
| 1793 | 1800 | 1806 | 1821 | 1831 | 1836 | 1841 | 1846 | 1851 |
| ---- | ---- | ---- | ---- | ---- | ---- | ---- | ---- | ---- |
| 485  | 581  | 583  | 515  | 533  | 518  | 525  | 522  | 511  |

| 1856 | 1861 | 1866 | 1872 | 1876 | 1881 | 1886 | 1891 | 1896 |
| ---- | ---- | ---- | ---- | ---- | ---- | ---- | ---- | ---- |
| 488  | 470  | 451  | 432  | 436  | 512  | 473  | 455  | 442  |

| 1901 | 1906 | 1911 | 1921 | 1926 | 1931 | 1936 | 1946 | 1954 |
| ---- | ---- | ---- | ---- | ---- | ---- | ---- | ---- | ---- |
| 418  | 518  | 552  | 319  | 306  | 243  | 244  | 232  | 268  |

| 1962 | 1968 | 1975 | 1982 | 1990 | 1999 | 2006 | 2011 | 2016 |
| ---- | ---- | ---- | ---- | ---- | ---- | ---- | ---- | ---- |
| 211  | 174  | 292  | 279  | 279  | 305  | 156  | 173  | 170  |

| 2021 | 2022 | - | - | - | - | - | - | - |
| ---- | ---- | - | - | - | - | - | - | - |
| 154  | 150  | - | - | - | - | - | - | - |

## Culture locale et patrimoine

### Lieux et monuments
- L'église paroissiale Saint-Vincent, avec une tour du XIVe siècle et un intéressant clocher à bulbe du XVIIIe récemment restauré, dans une chapelle latérale on peut encore admirer une dalle funéraire aux armes d'un membre de la famille du Hautoy.
- Le monument aux morts.
- Un château est bâti par la famille de Gourcy au XVIIe siècle ; il n'en reste plus que quelques pierres.
- Deux lavoirs similaires, une Grande rue et une Route Nationale.

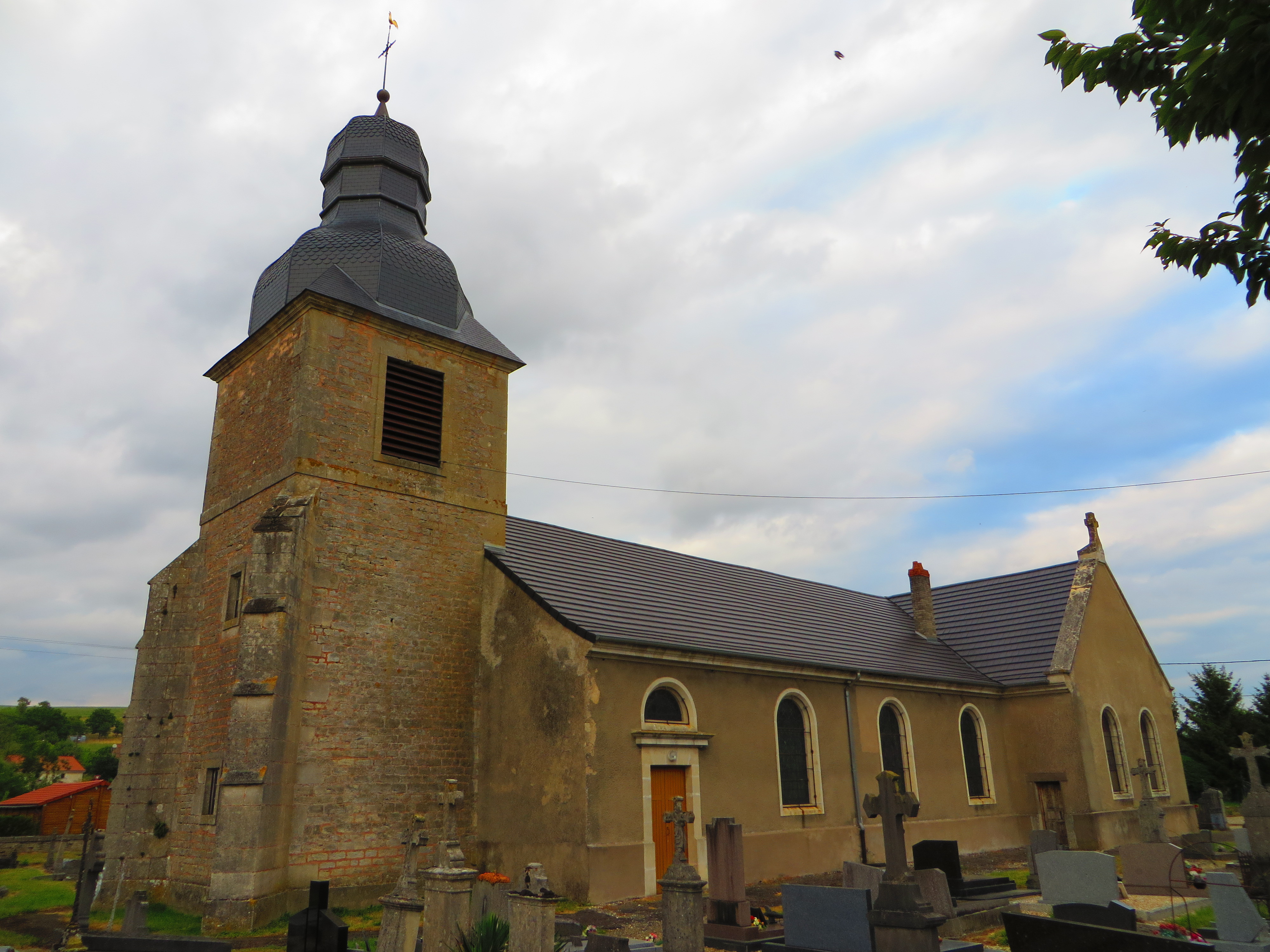
L'église Saint-Vincent.
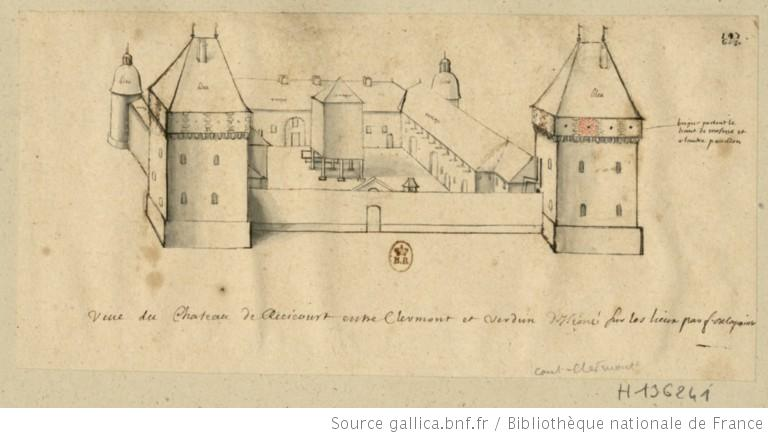
Château de Récicourt, dessin.
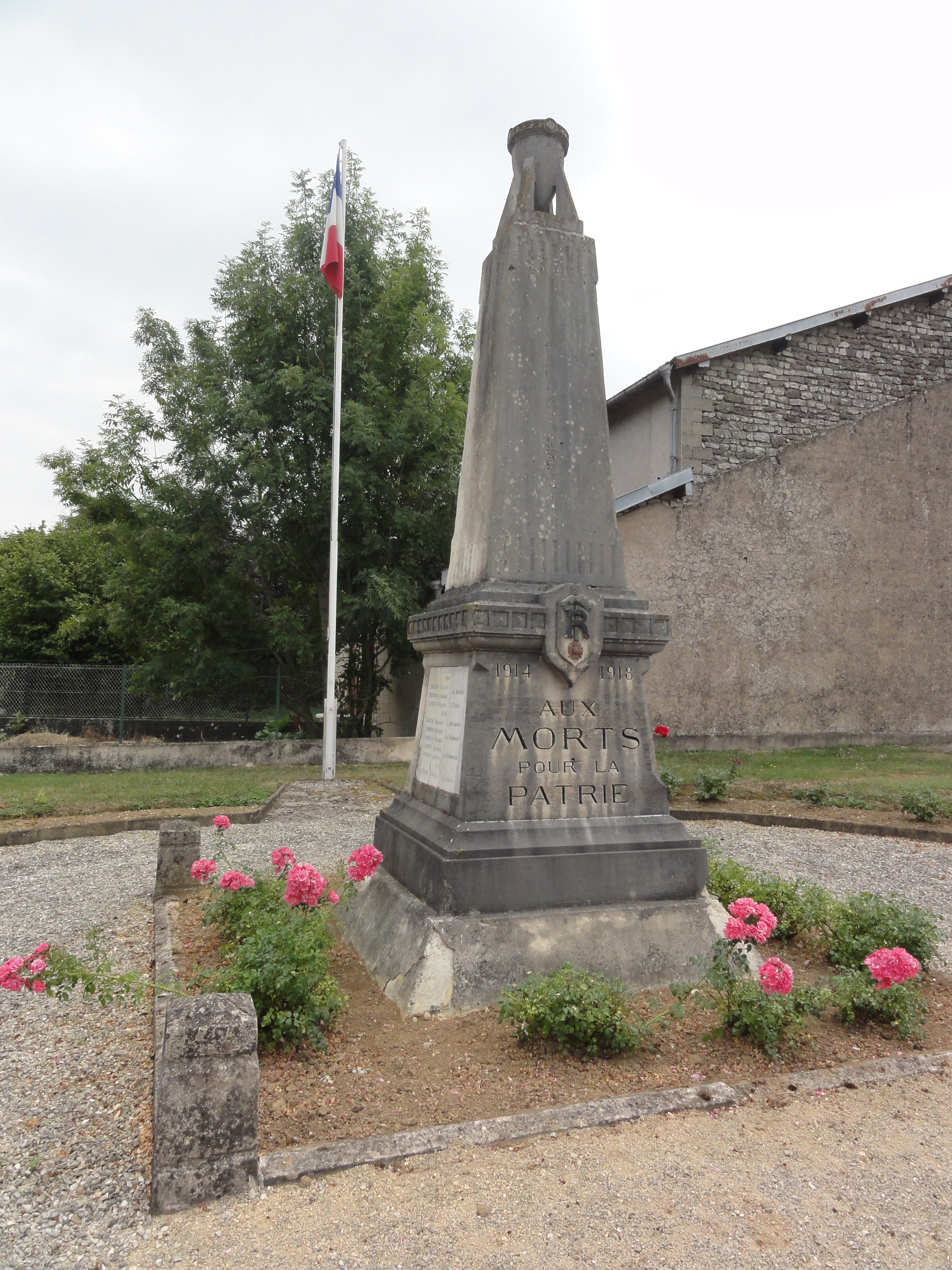
Monument aux morts.
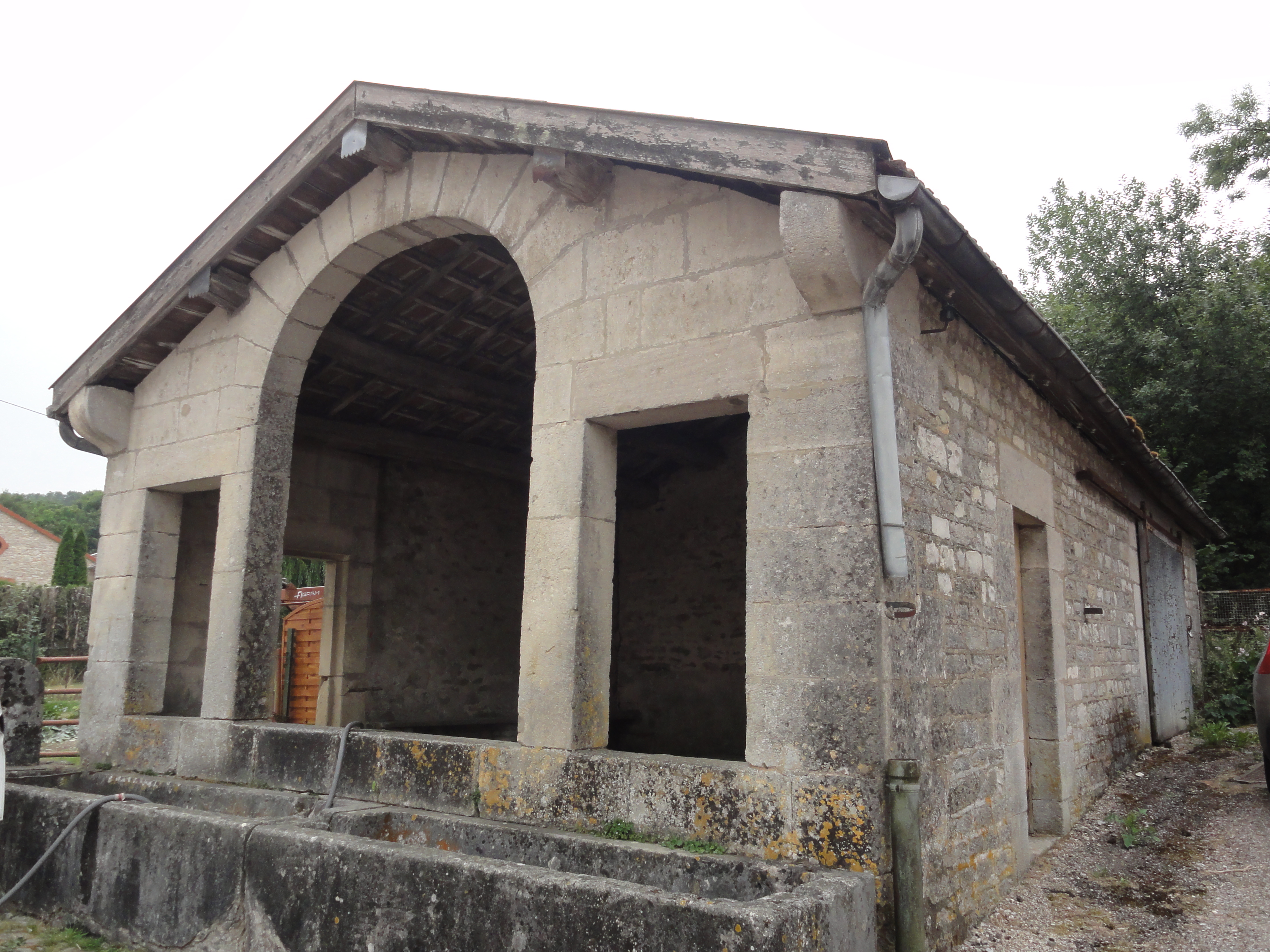
Lavoir de la Grande rue.
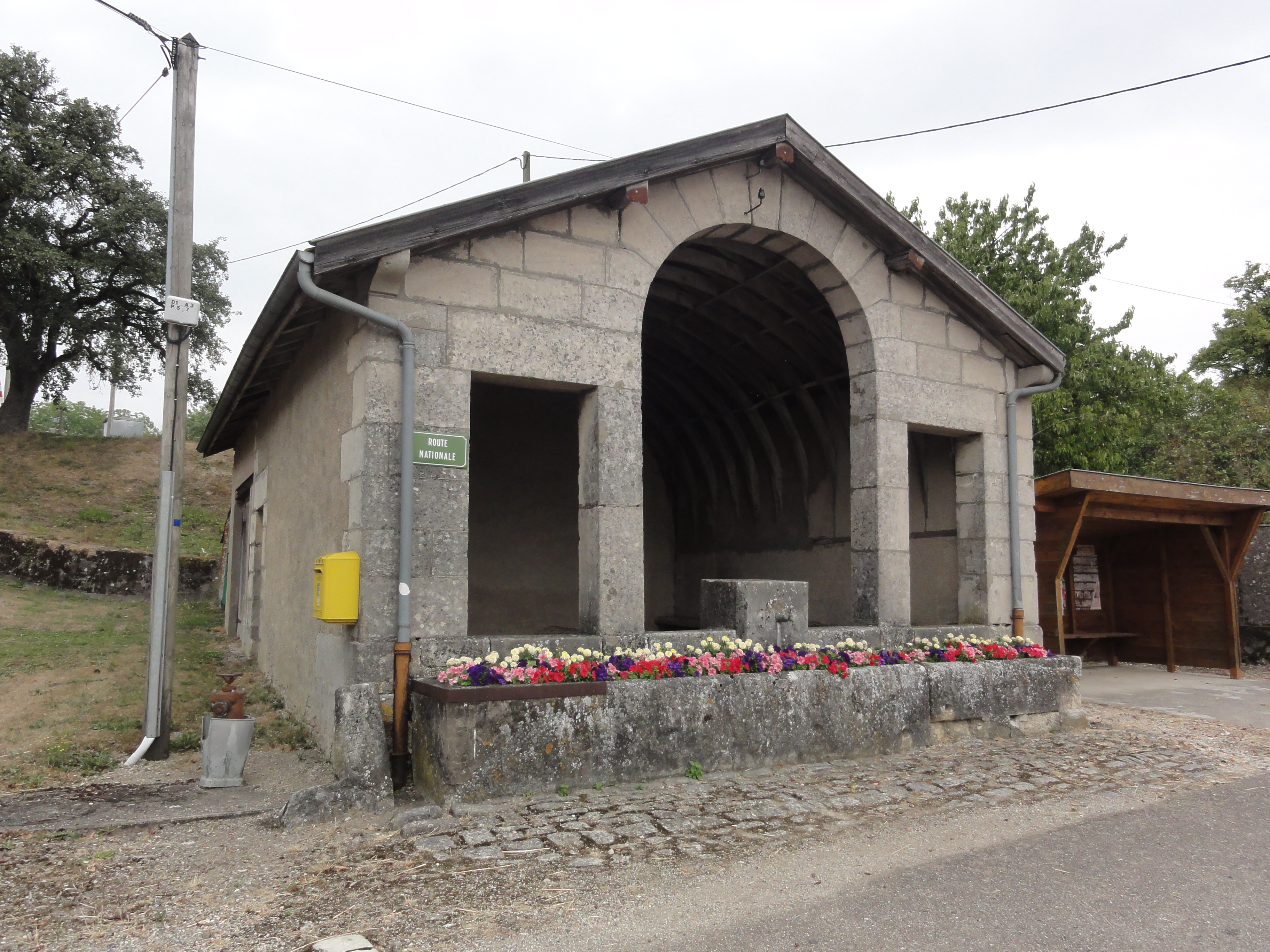
Lavoir de la Route Nationale.

### Personnalités liées à la commune
- Famille de Gourcy.

### Héraldique, logotype et devise
| Blason de Récicourt | Blason  | Écartelé en sautoir : au 1) d'or à une rose héraldique de gueules, aux pointes de sinople et au bouton étoilé du champ ; au 2) de gueules à un lion d'argent armé, lampassé et couronné d'or, à la queue fourchue passée en sautoir ; au 3) de gueules à un maillet de menuisier d'or passés en sautoir avec un ciseau à bois d'argent emmanché d'or brochant ; au 4) d'or à une grappe de raisin de pourpre tigée et feuillé de sinople. |
| Blason de Récicourt | Détails | Armoiries composées par RA Louis et D Lacorde, adoptée le 24 novembre 2022. |

Récicourt a donné son nom à une ancienne maison de nom et d'armes, éteinte depuis l'an 1515, qui portait : D'azur à un sautoir alaisé d'or.